# Abraham Alfaquín
Abraham Alfaquín, ou Abraham de Tolède, ou Abraham Ibn Waqar, est un Juif ibérique, né vers 1225 et mort en 1294. Médecin du roi Alfonso X de Castille et de son fils Sanche IV de Castille, il est un  traducteur de l'École de Tolède.

## Biographie
Abraham Ibn Waqar appartient à une famille éminente de Juifs, présents sur une longue période dans les cours royales castillanes, comme courtisans, diplomates, ou médecins,.
Médecin estimé du roi Alphonse X, et de son fils Sanche IV de Castille dont il est un ami proche, Abraham Alfaquínexerce entre 1260 et 1277,,.
En 1270, il est enlevé, avec d'autres Juifs de la cour royale, par des nobles en rébellion qui exigent une suppression des taxes. Il est retenu en otage jusqu'en 1275, date à laquelle il retrouve ses fonctions,.
À la demande du roi, il traduit plusieurs ouvrages de l'arabe vers le castillan. Il appartient ainsi à l'École de Tolède.
Il meurt en 1294,. Cette date est toutefois contredite par Bernard R. Goldstein et Norman Roth, qui affirment qu'Abraham (et son frère Issac) étaient présents au lit de mort de Sanche IV (décédé en 1295), Roth s'appuyant sur le récit de  Don Juan Manuel dans son Libro de las armas.

## Traductions
Entre 1270 et 1277, Abraham Alfaquín traduit des traités d'astronomie, Litab fi-hay’at al-alam, qui devient en castillan Libro de la constitución del univers, et le Kitâb fi hay’at al-‘alam («Sur la configuration du monde »), d'Alhazen.
En 1277, il traduit le Traité de la azafea, de Al-Zarqali, qui porte sur un astrolabe que ce dernier a inventé. Cette traduction vers le castillan servira de base pour les versions en latin et en italien. Il reprend également la traduction, effectuée par Fernand de Tolède et jugée peu satisfaisante par le roi, du Libro de la açafeha, un des livres du Libro del saber de astrología,.
C'est en 1263 qu'Abraham Alfaquín rédige La Escala de Mahoma. Il s'agit une traduction du Kitab al-Miraj (en), qui décrit le Miraj, c'est-à-dire le moment où, selon la tradition musulmane, Mahomet  serait monté aux cieux en compagnie de l'ange Gabriel. Le texte est traduit, la même année, en latin, sous le titre Liber Scalæ Machometi, puis en ancien français, sous le titre Livre de l'Eschiele Mahomet, par Bonaventure de Sienne.
L'existence au XIIIe siècle de traductions du Kitab al-Miraj en castillan, latin et français a participé à une controverse concernant la Divine Comédie de Dante. « La polémique qui a suivi la publication de L’eschatologie islamique dans la Divine Comédie fut considérable ». Miguel Asín Palacios y soutint que « Dante pour écrire son poème s'était directement inspiré de la légende de l'ascension de Mahomet ». Ces traductions réfutaient en effet l'argument que « Dante, ignorant l'arabe, n'avait pu utiliser des textes rédigés en cette langue », montrant l'existence d'un « intermédiaire possible entre les légendes arabes et Dante […] et cette découverte rouvrait le débat ».

## Œuvres
Quelques exemplaires consultables :
- Libro de la Constitución del Universo, ms. édité par (es) José Maria Millás Vallicrosa, Las Traducciones orientales en los manuscritos de la Biblioteca Catedral de Toledo, Madrid, Consejo Superior de Investigaciones Científicas, 1942, 374 p. (BNF 32451614), p. 207 et 285-313, à la Bibliothèque nationale d'Espagne, ms. no 159 (ms. no XLIII, fol. 372).
- Libro de la Açafeha, édité par (es) Manuel Rico Sinobas, Libros del saber de astronomía, vol. III, Madrid, 1865, 374 p. (BNF 30012772), p. 137-237
- La Escala de Mahoma, mss. Catalogue of the Hebrew manuscripts in the Bodleian library, Oxford (no 2.747) (BNF 34344540) ; Cod. Vat. Lat. n°4072 ; MS. Laud Misc. 537